# Los Verdes de Andorra
Los Verdes de Andorra (en catalán: Verds d'Andorra, VA) fue un partido político ecologista y de izquierdas de Andorra. 

## Historia
El partido participó por primera vez las elecciones de 2005, cuando se presentaron en las elecciones parlamentarias. Recibieron el 3,5% de los votos y no pudieron ganar escaño en el Consejo General. En las elecciones de 2009, el partido recibió el 3,8% de los votos, sin poder ganar un escaño. En las elecciones de 2011, el partido recibió el 3,4% de los votos, y nuevamente no ganó escaño. Durante un breve período en 2012 Antonia Escoda fue la presidenta, pero renunció por motivos personales. En las elecciones de 2015, formó coalición con el Partido Socialdemócrata pero no logró tener representación.